# Trine Jepsen
Trine Jepsen (Holsted, 29 september 1977) is een Deens zangeres en presentatrice.

## Biografie
Jepsen begon haar muzikale carrière in 1999 door deel te nemen aan Dansk Melodi Grand Prix, de Deense voorronde voor het Eurovisiesongfestival, samen met Michael Teschl. Met het nummer Denne gang wonnen ze Dansk Melodi Grand Prix 1999. Hierdoor mocht het duo Denemarken vertegenwoordigen op het Eurovisiesongfestival 1999 in het Israëlische Jeruzalem. Voor het festival werd het nummer naar het Engels vertaald en kreeg het de titel This time I mean it. Het was voor het eerst dat Denemarken niet in het Deens aantrad. Jepsen en Teschl eindigden op de achtste plaats.
In 2001 nam ze deel aan Popstars, waarna ze lid werd van de meidengroep EyeQ. Twee jaar later ging de groep echter uit elkaar. Ze nam nog twee keer deel aan Dansk Melodi Grand Prix: in 2006 met Grib mig en in 2009 met I never fall in love again.
1957: Birthe Wilke & Gustav Winckler · 
1958: Raquel Rastenni · 
1959: Birthe Wilke · 
1960: Katy Bødtger · 
1961: Dario Campeotto · 
1962: Ellen Winther · 
1963: Grethe & Jørgen Ingmann · 
1964: Bjørn Tidmand · 
1965: Birgit Brüel · 
1966: Ulla Pia · 
1978: Mabel · 
1979: Tommy Seebach · 
1980: Bamses Venner · 
1981: Tommy Seebach & Debbie Cameron · 
1982: Brixx · 
1983: Gry Johansen · 
1984: Hot Eyes · 
1985: Hot Eyes · 
1986: Trax · 
1987: Anne Cathrine Herdorf & Bandjo · 
1988: Hot Eyes · 
1989: Birthe Kjær · 
1990: Lonnie Devantier · 
1991: Anders Frandsen · 
1992: Lotte Nilsson & Kenny Lübcke · 
1993: Tommy Seebach Band · 
1995: Aud Wilken · 
1997: Kølig Kaj · 
1999: Michael Teschl & Trine Jepsen · 
2000: Olsen Brothers · 
2001: Rollo & King · 
2002: Malene · 
2004: Tomas Thordarson · 
2005: Jakob Sveistrup · 
2006: Sidsel Ben Semmane · 
2007: DQ · 
2008: Simon Mathew · 
2009: Niels Brinck · 
2010: Chanée & N'evergreen · 
2011: A Friend in London · 
2012: Soluna Samay · 
2013: Emmelie de Forest · 
2014: Basim · 
2015: Anti Social Media · 
2016: Lighthouse X · 
2017: Anja Nissen · 
2018: Rasmussen · 
2019: Leonora · 
2021: Fyr & Flamme · 
2022: REDDI · 
2023: Reiley · 
2024: Saba · 
2025: Sissal